# No t'hi amoïnis, ja pensarem en algun títol
 No t'hi amoïnis, ja pensarem en algun títol (títol original en anglès: Don't Worry, We'll Think of a Title) és una pel·lícula estatunidenca dirigida per Harmon Jones, estrenada el 1966. Ha estat doblada al català.

## Argument
Un cuiner i una cambrera, maldestres tots dos, perden el seu treball. Ajudaran llavors un amic a portar una llibreria, però es troben enfrontats a un espia rus a la recerca d'un cosmonauta que ha desertat.

## Repartiment
- Morey Amsterdam: Charlie Yuckapuck
- Rose Marie: Annie
- Richard Deacon: M. Travis
- Henry Corden: el Professor Lerowski
- Michael Ford: Jim Holliston
- Jack Heller: M. Big
- Tim Herbert: Seed / Samu
- Carmen Phillips: Olga
- January Jones: Magda Anders
- Nick Adams